# Uphusum
Uphusum település Németországban, Schleswig-Holstein tartományban. Lakosainak száma 340 fő (2023. december 31.).

## Népesség
A település népességének változása:
| Lakosok száma | 386  | 376  | 371  | 340  | 335  | 340  |
|               | 1975 | 2017 | 2019 | 2021 | 2022 | 2023 |